# Clarke Abel
Clarke Abel, född den 5 september 1789 i Bungay i England, död den 24 november 1826 i Kanpur i dåvarande Brittiska Indien, var en engelsk botaniker och läkare.
Abel blev utvald att som biolog ledsaga den brittiske ambassadören lord Amherst under resan till Kina 1816–1817. Amherst var ute efter att förbättra de något frostiga relationerna med Kina, vilket han inte var så framgångsrik med. Abel ansåg att ambassadören inte kunde återvända till England utan att ha något att visa upp, vilket ledde till att en insamling av frön och växter genomfördes. Det mesta av materialet stuvades på ett skepp för transport till England, men detta förliste på ett korallrev utanför Borneo och huvuddelen av materialet förstördes. Växter förknippade med Abel är bland annat växtsläktet Abelia (Caprifoliaceae).
Auktorsnamnet C.Abel kan användas för Clarke Abel i samband med ett vetenskapligt namn inom botaniken; se Wikipediaartiklar som länkar till auktorsnamnet.